# Józef Kasznica

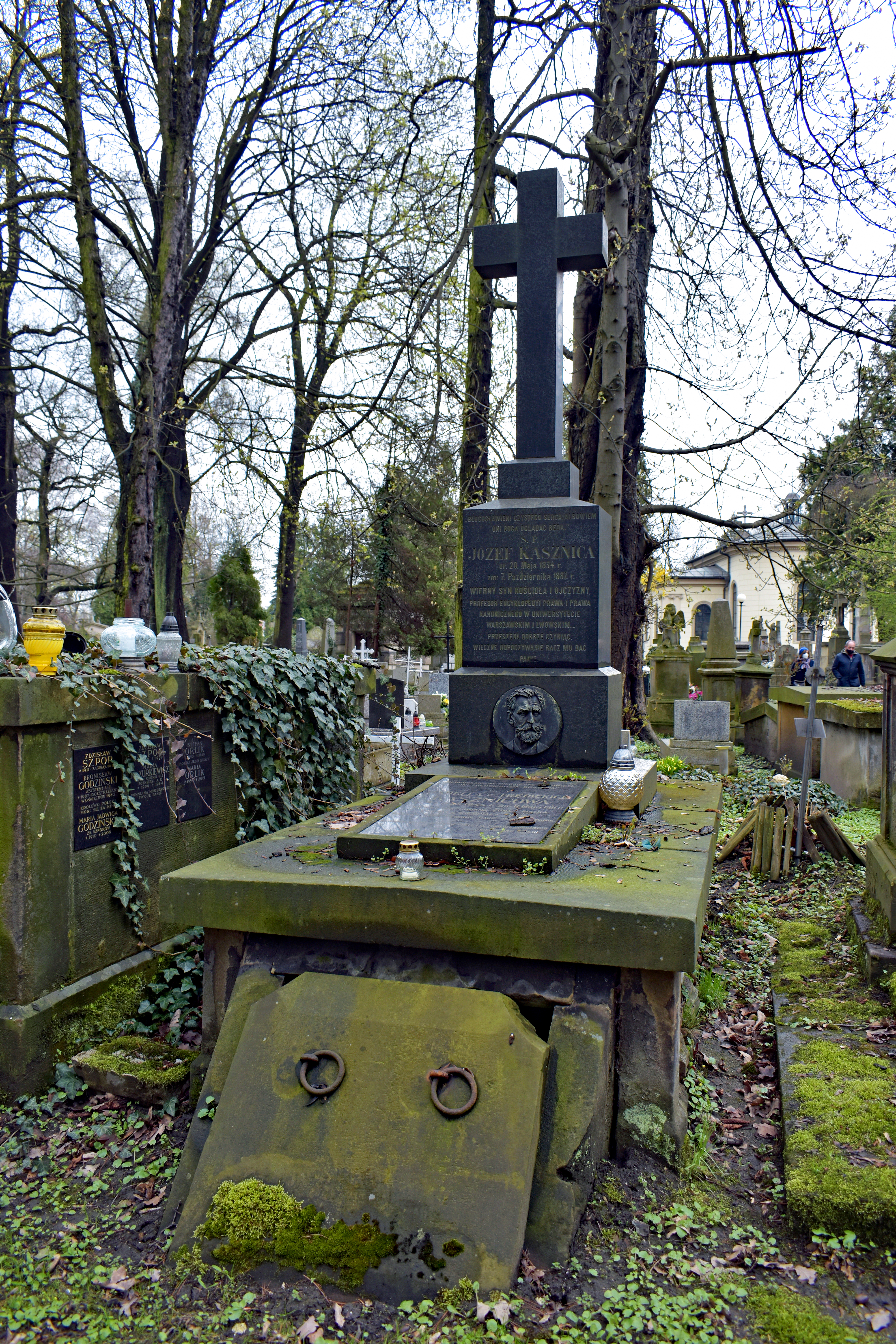
Grób Józefa Kasznicy na cmentarzu Rakowickim

Józef Kasznica (ur. 20 maja 1834 w Dynowie, zm. 7 października 1887 we Lwowie)– profesor encyklopedii prawa i prawa kanonicznego w Szkole Głównej w Warszawie, w Cesarskim Uniwersytecie Warszawskim.

## Życiorys
Urodził się 20 maja 1834 w Dynowie w Galicji jako syn Wincentego, prawnika i działacza w Rzeczypospolitej Krakowskiej oraz Agnieszki z Panków. Początkowo uczęszczał do gimnazjum w Rzeszowie, a następnie do Gimnazjum św. Anny w Krakowie (do 1850). Studia prawnicze rozpoczął na Uniwersytecie Jagiellońskim, a kontynuował w Wiedniu do 1860, gdy uzyskał doktorat. Bezskutecznie ubiegał się o katedrę na UJ i podjął pracę w Prokuratorii Skarbu w Wiedniu. W 1862 wyjechał do Paryża, gdzie został współpracownikiem biura Hôtelu Lambert. W tymże roku otrzymał tam propozycję objęcia katedry encyklopedii prawa w nowo powstałej Szkole Głównej w Warszawie zachowując obywatelstwo austriackie na mocy reskryptu cesarskiego z 7 czerwca 1869 roku.  Od 1865 wykładał także prawo kanoniczne. W 1866 mianowany profesorem nadzwyczajnym.
Po likwidacji Szkoły Głównej w 1869 objął tę samą katedrę w Cesarskim Uniwersytecie Warszawskim. Ponieważ od profesorów posiadających stopnie naukowe zagraniczne wymagano, aby postarali się o stopień doktorski na którymś z uniwersytetów rosyjskich, przedstawił i obronił w 1872 roku  w Petersburgu rozprawę doktorską "O istocie prawa"  Od 1876 do wyjazdu z Warszawy był dziekanem Wydziału Prawa. Mimo lojalności wobec władz (które nagrodziły go orderami i tytułem rzeczywistego radcy stanu), środowisko rosyjskie w uczelni nie sprzyjało mu, co wpłynęło na jego wyjazd i objęcie w 1886 we Lwowie katedry prawa kanonicznego. Także w 1887 był wiceprzewodniczącym I Zjazdu Prawników i Ekonomistów Polskich w Krakowie.
Zmarł 7 października 1887 we Lwowie. Został tymczasowo pochowany na cmentarzu Łyczakowskim we Lwowie. 9 listopada odbył się pogrzeb na cmentarzu Rakowickim w Krakowie. Został pochowany w grobie rodzinnym obok ojca.
Z małżeństwa z Izabellą Trębicką miał dwóch synów: Stanisława, profesora prawa UP i Kazimierza, także prawnika (zginął tragicznie w Tatrach w 1925). Ponadto miał cztery niezamężne córki: Zofię, Paulinę, Marię i Izabellę.

## Wybrane prace
- O chorobach społecznych (1870)
- O stosunku prawoznawstwa do innych nauk (1875)[7]
- Przyczynek do encyklopedii prawa (1875)